# Józef Rojek (1934–2020)
Józef Rojek (ur. 3 marca 1934 w Ostrowie Szlacheckim, zm. 10 lipca 2020 w Koninie) – polski robotnik, poseł na Sejm PRL VI kadencji.

## Życiorys
Syn Szczepana i Marianny. Uzyskał wykształcenie podstawowe. Pracował początkowo w państwowym gospodarstwie rolnym, w latach 1956–1960 zatrudniony był w Państwowym Przedsiębiorstwie Robót Drogowych w Poznaniu, a od 1960 do 1965 był pracownikiem Przedsiębiorstwa Przemysłu Terenowego w Kole, po którego reorganizacji został brygadzistą w wydziale elektrolizy huty aluminium w Koninie. W 1972 uzyskał mandat posła na Sejm PRL w okręgu Gniezno z ramienia Polskiej Zjednoczonej Partii Robotniczej. Zasiadał w Komisji Górnictwa, Energetyki i Chemii oraz w Komisji Pracy i Spraw Socjalnych.

## Odznaczenia
- Brązowy Krzyż Zasługi
- Odznaka honorowa „Za Zasługi w Rozwoju Województwa Poznańskiego”